# Oberentfelden
Oberentfelden é uma comuna da Suíça, no Cantão Argóvia, com cerca de 7.137 habitantes. Estende-se por uma área de 7,16 km², de densidade populacional de 997 hab/km². Confina com as seguintes comunas: Gränichen, Gretzenbach (SO), Kölliken, Muhen, Schönenwerd (SO), Suhr, Unterentfelden.
A língua oficial nesta comuna é o Alemão.